# Pogórze (Skoczów)
Pogórze (früher auch Pogórz, Podgórz(e), deutsch Pogorz oder Pogorsch) ist eine Ortschaft mit einem Schulzenamt der Gemeinde Skoczów im Powiat Cieszyński der Woiwodschaft Schlesien in Polen.

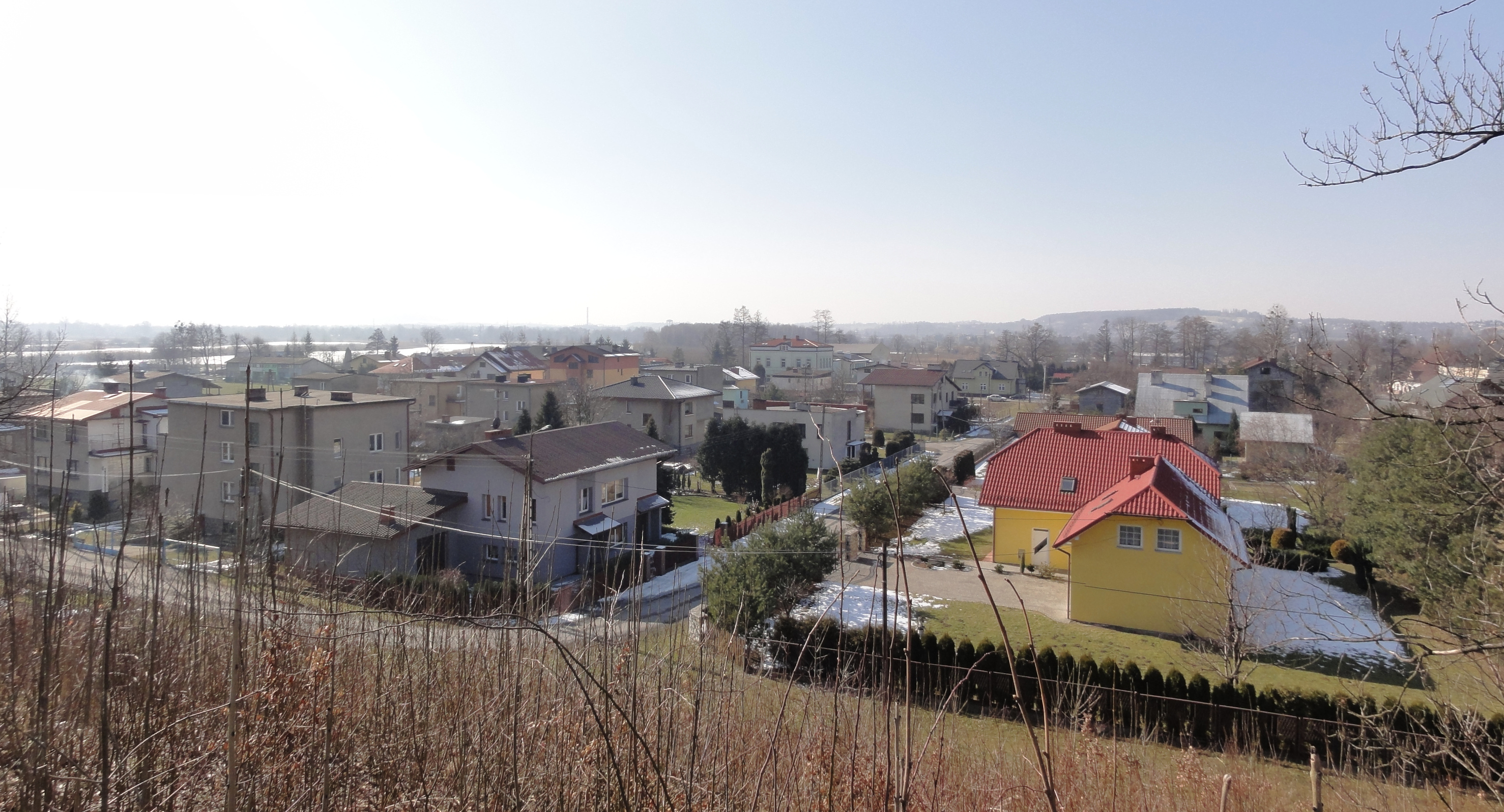
Blick auf Pogórze

## Geographie
Pogórze liegt an der Grenze des Schlesischen Vorgebirges (Pogórze Śląskie, im Osten) und des Auschwitzer Beckens (Kotlina Oświęcimska, im Westen), etwa 15 km westlich von Bielsko-Biała und 55 km südlich von Katowice im Powiat (Kreis) Cieszyn.
Das Dorf hat eine Fläche von 863 ha und hatte einen Bahnhof an der Bahnstrecke Bielsko-Biała–Cieszyn.
Nachbarorte sind die Stadt Skoczów im Westen, Kowale und Bielowicko im Norden, Grodziec im Osten, Górki Wielkie im Süden, Harbutowice im Südwesten.

## Geschichte
Das Dorf liegt im Olsagebiet (auch Teschner Schlesien, polnisch Śląsk Cieszyński).
Der Ort wurde um 1305 im Liber fundationis episcopatus Vratislaviensis (Zehntregister des Bistums Breslau) erstmals urkundlich als „Item in Pogorsz“ erwähnt. Der Name bedeutet osada po górze, auf Deutsch der Ort nach (hinter) dem Berg.
Politisch gehörte das Dorf ursprünglich zum Herzogtum Teschen, dies bestand ab 1290 in der Zeit des polnischen Partikularismus. Seit 1327 bestand die Lehensherrschaft des Königreichs Böhmen und seit 1526 gehörte es zur Habsburgermonarchie.
Nach der Aufhebung der Patrimonialherrschaften bildete es ab 1850 eine Gemeinde in Österreichisch-Schlesien, Bezirk Bielitz und Gerichtsbezirk Skotschau. In den Jahren 1880–1910 verkleinert sich die Einwohnerzahl von 890 im Jahr 1880 auf 862 im Jahr 1910, es waren überwiegend polnischsprachige (zwischen 92,2 % und 95,4 %), auch deutschsprachige (zwischen 4,6 % im Jahr 1880 und 7,1 % im Jahr 1910) und tschechischsprachige (im Jahr 1900 1,4 %). Im Jahre 1910 waren 73,8 % römisch-katholisch, 25,2 % evangelisch, es gab 9 (1 %) Juden.
1920, nach dem Zusammenbruch der k.u.k. Monarchie und dem Ende des Polnisch-Tschechoslowakischen Grenzkriegs, kam Pogórze zu Polen. Unterbrochen wurde dies nur durch die Besetzung Polens durch die Wehrmacht im Zweiten Weltkrieg.
Von 1975 bis 1998 gehörte Pogórze zur Woiwodschaft Bielsko-Biała.

## Religion
Die katholische Pfarrei (errichtet im Jahr 1984) gehört zum Bistum Bielsko-Żywiec, Dekanat Skoczów.

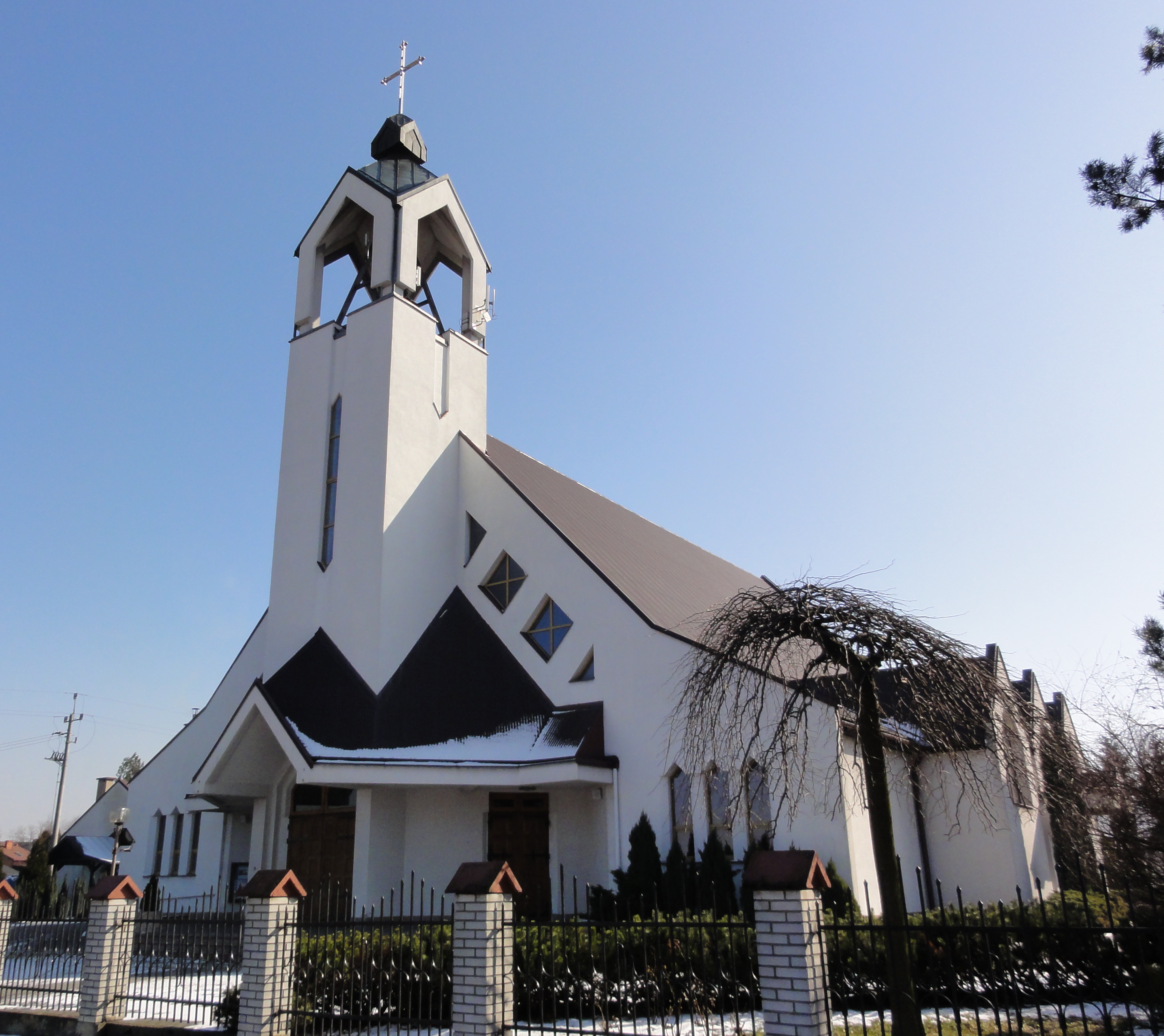
Katholische Kirche